# Bebrene
Bebrene är en socken och småort, belägen i Augšdaugavas kommun i sydöstra Lettland, nära Daugavpils. Socknen grundades 1864. 2024 hade socknen 678 invånare varav cirka 400 bodde i huvudorten.
Bebrene är något av en turistort, dit många kommer för vandring, skidåkning och arkitektur. Byn är belägen på cirka 140 meters höjd men är omgiven av högre terräng. Skidklubben SSK Bebra är belägen i Bebrene socken och representeras bland annat av Raimo Vīgants, en av de mest framgångsrika lettiska skidåkarna på 2020-talet som tagit poäng i världscupen och blivit topp 30 i Olympiska vinterspelen 2022.

## Galleri

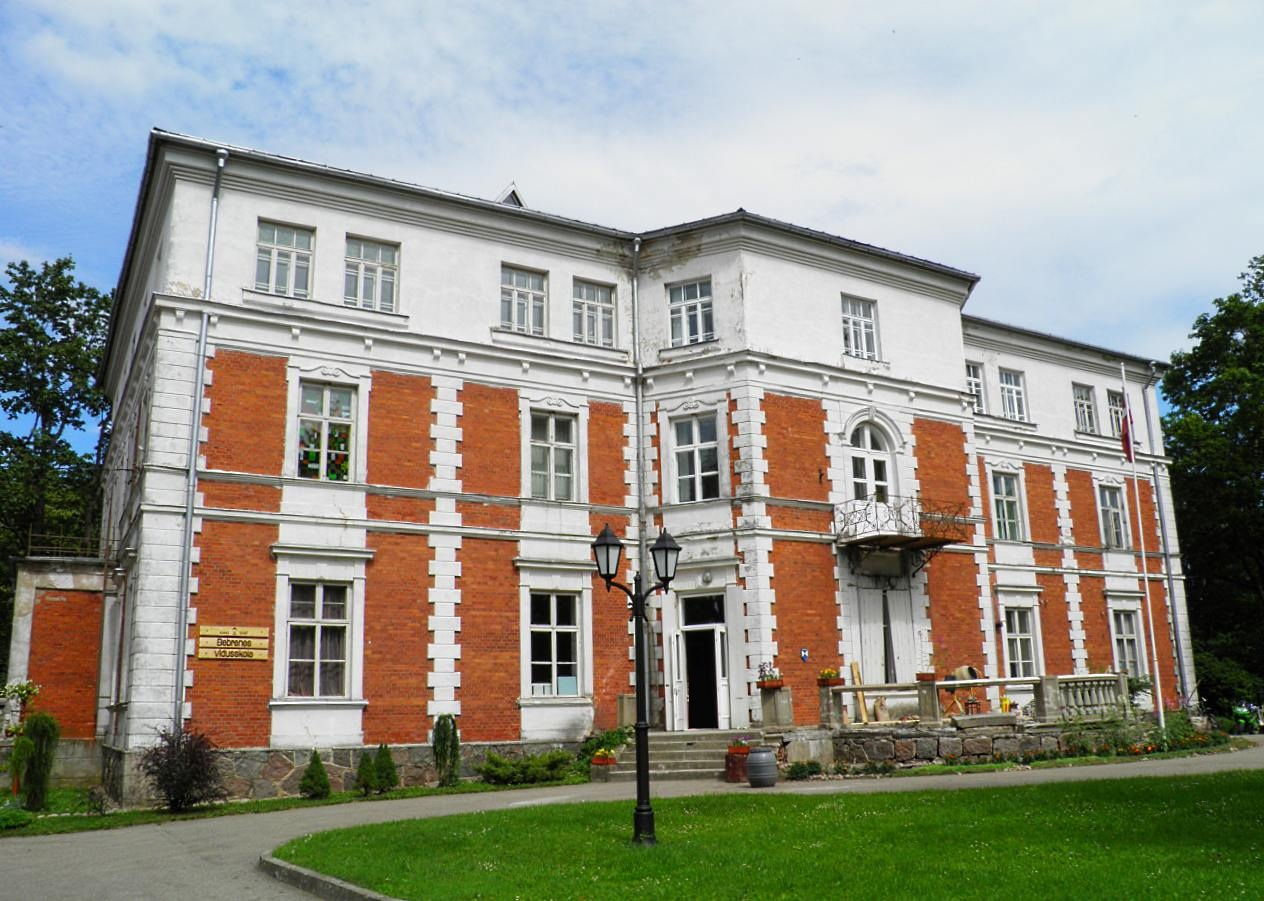
Herrgård uppförd 1896 av italienska arkitekten Leandro Marconi.
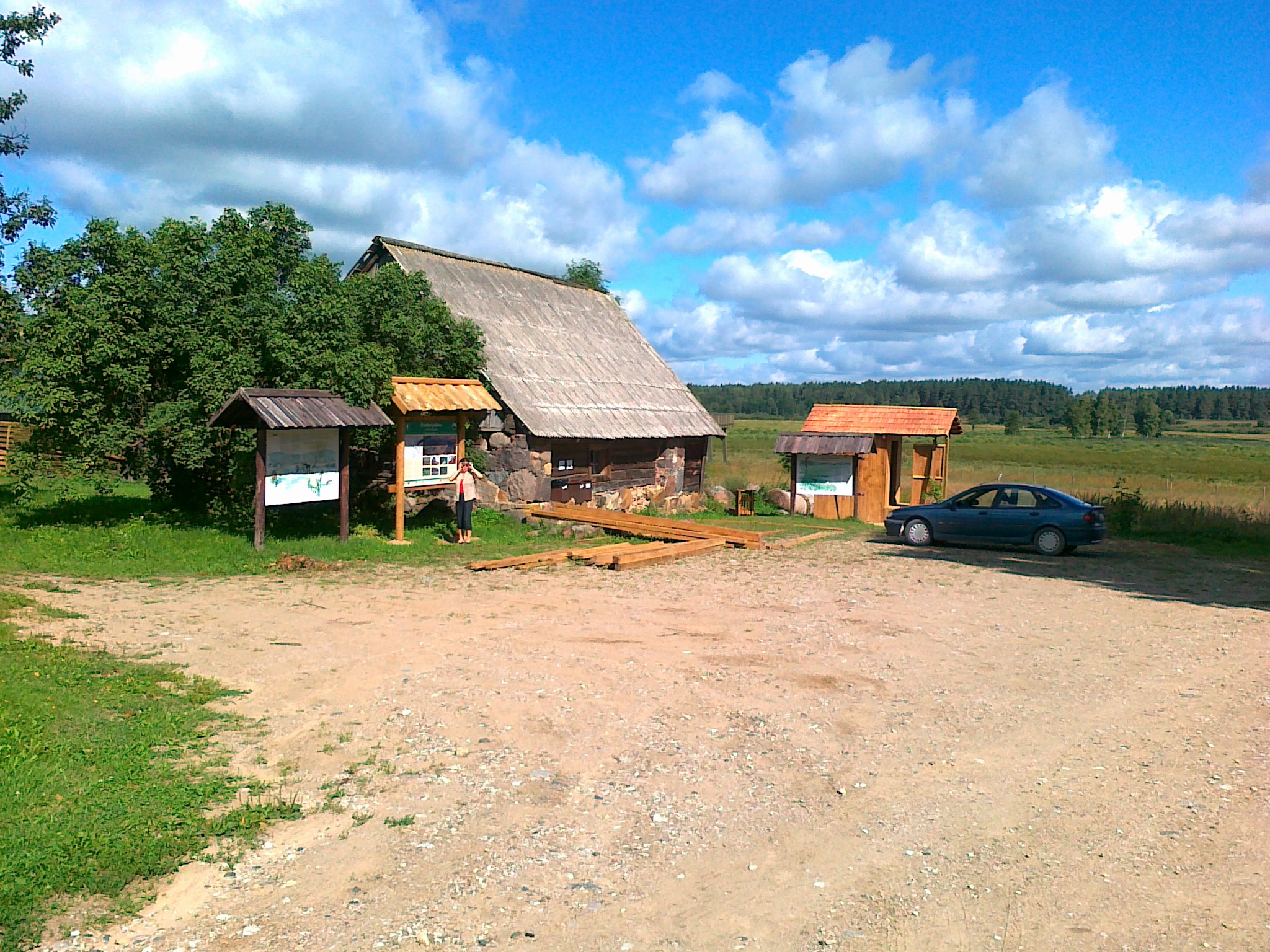
Turismcenter för vandring och andra aktiviter.
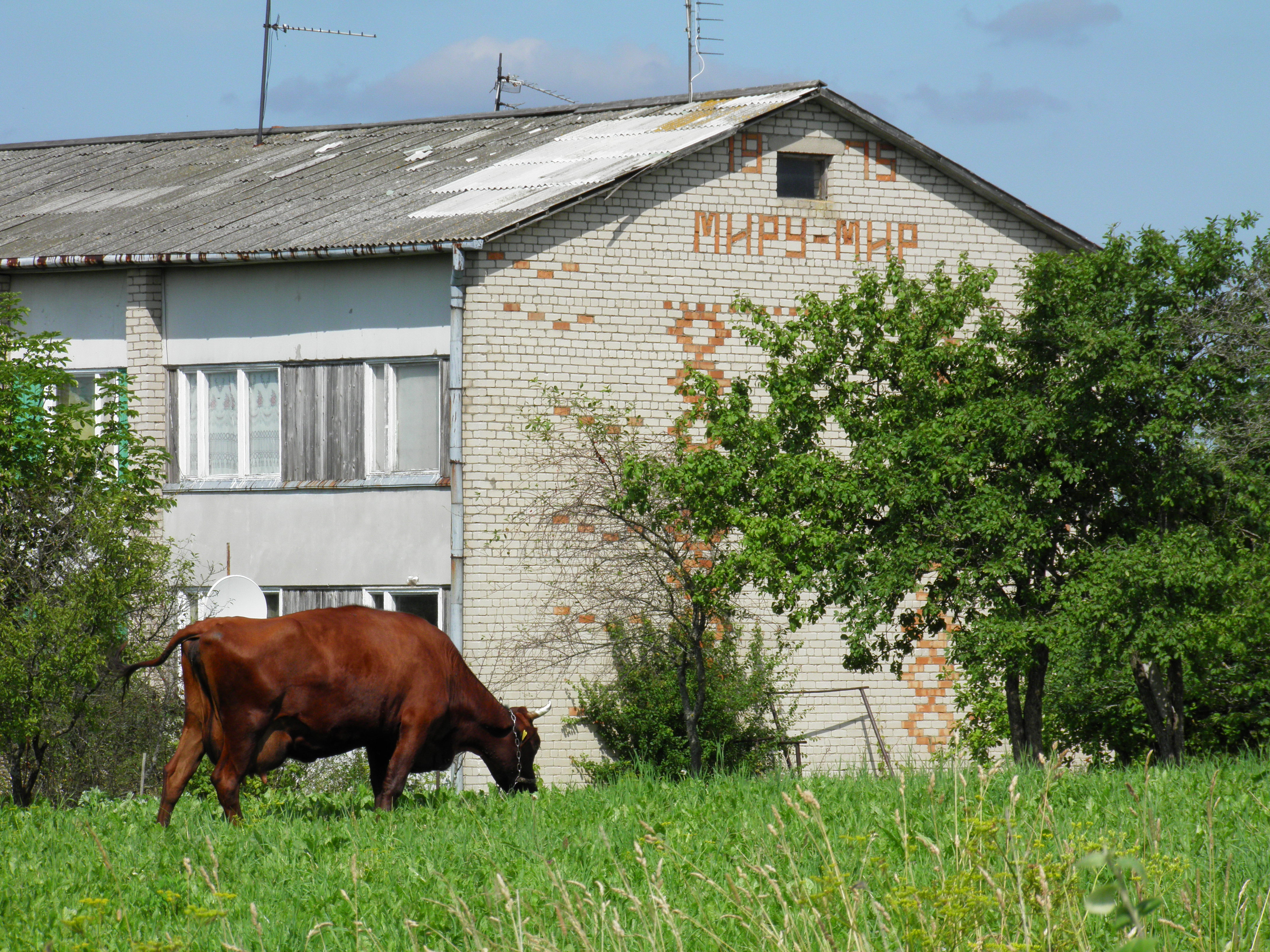
Hus i byn.
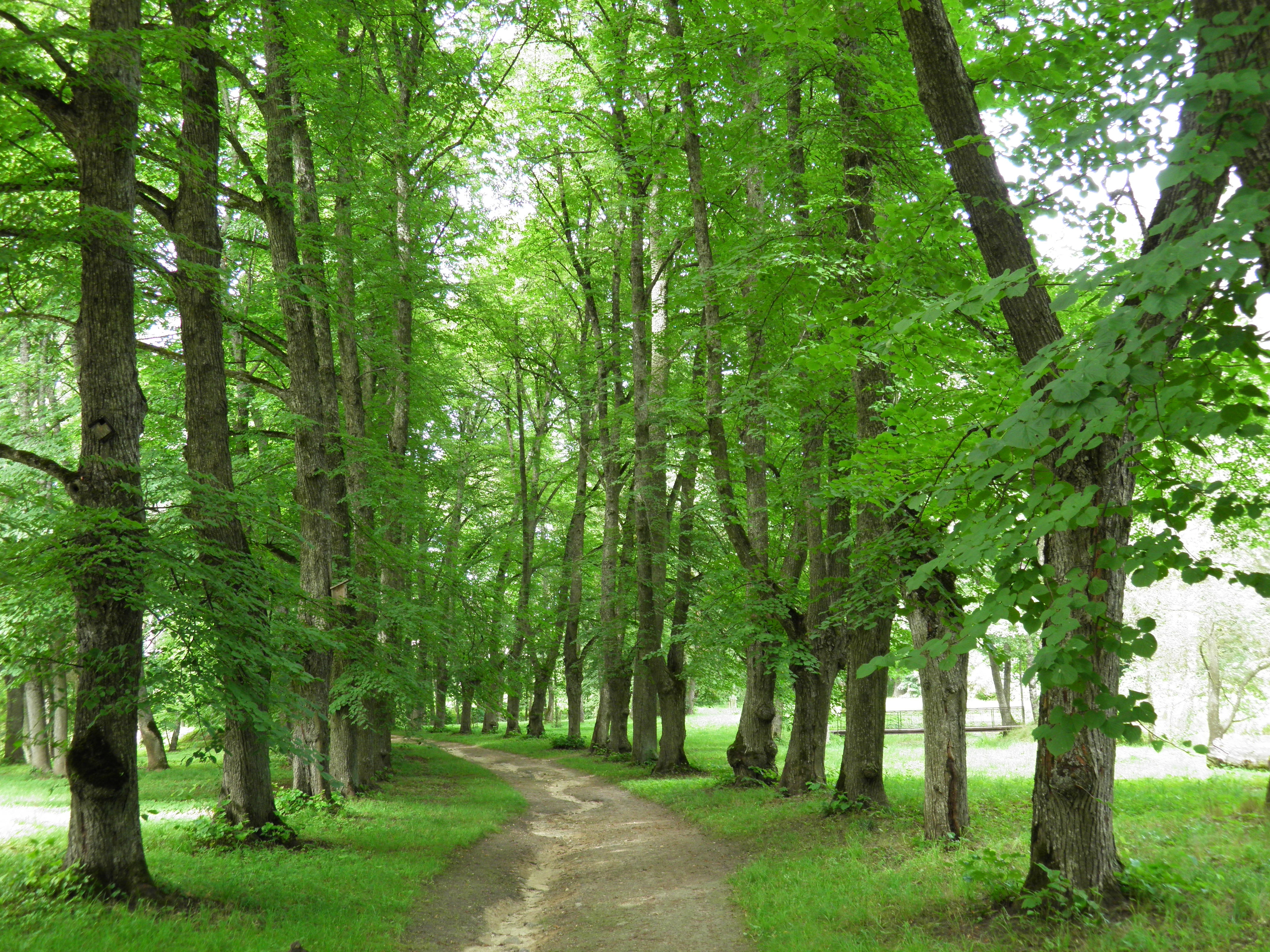
Park och skidspår.
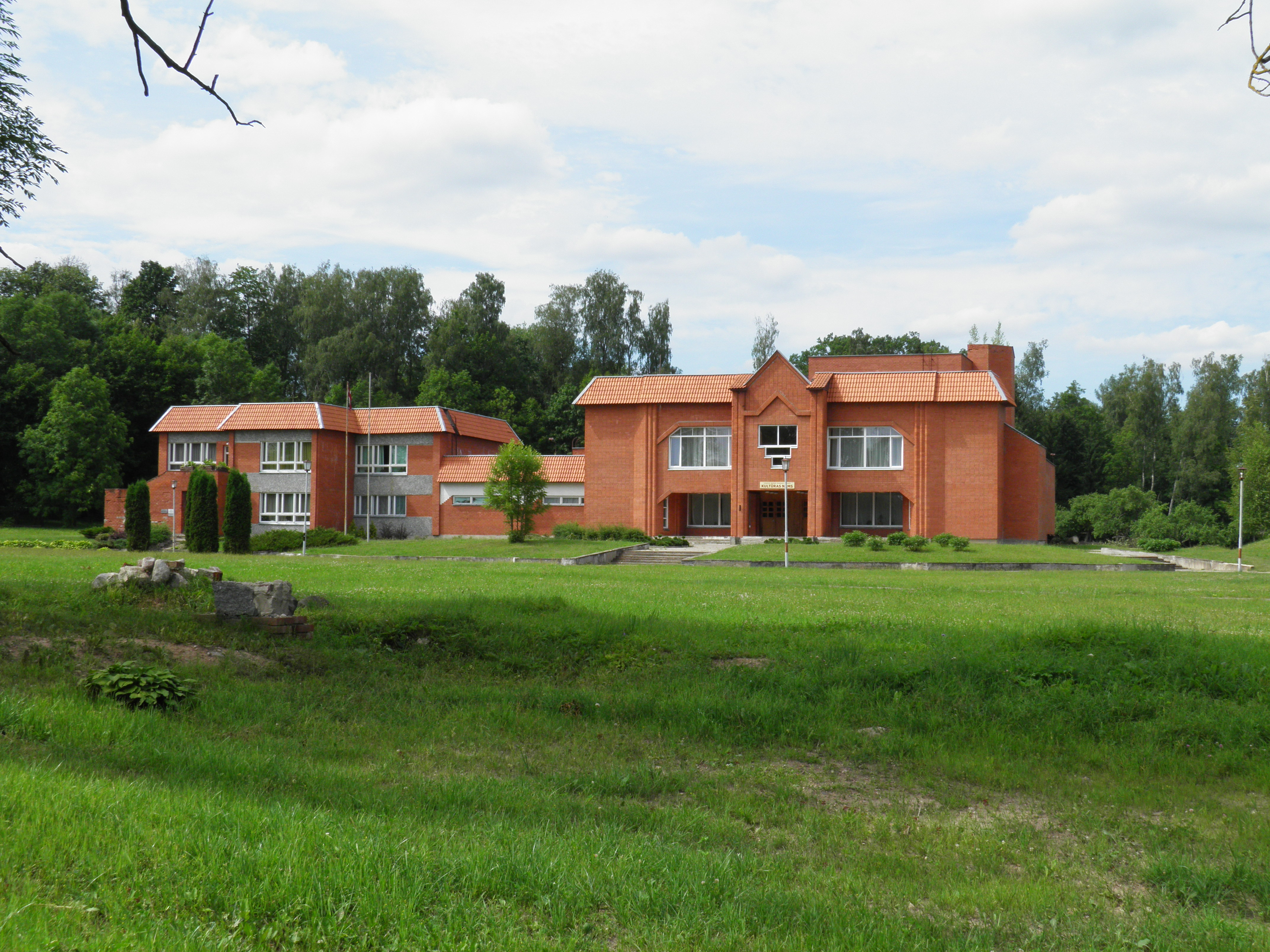
Bebrene kulturhus.